# Echoverleihung 2001
Die 10. Echoverleihung fand am 15. März 2001 in Berlin im ICC statt. Die Kategorie Schlager wurde wieder zusammengefasst. Neu dabei waren Auszeichnungen in den Bereichen Hip-Hop, Alternative und Klassik-Crossover sowie die erfolgreichste DVD-Produktion und beste Website. Bei den Songs Rock/Pop und Dance wurde eine internationale Kategorie hinzugefügt. Der erfolgreichste Act im Ausland wurde nicht mehr ausgezeichnet. Gewinner des Abends mit jeweils zwei Trophäen waren Ayman und Guano Apes.
Die Veranstaltung wechselte von der ARD zu RTL. Durch die Show führte Frauke Ludowig.

## Nationaler Nachwuchsförderpreis des Jahres
Lexy & K-Paul
- D-Flame
- Dynamite Deluxe
- Paula
- Sportfreunde Stiller

## Nationaler Newcomer des Jahres
Ayman – Hochexplosiv
- DJ Ötzi – Das Album
- Dynamite Deluxe – Deluxe Soundsystem
- Orange Blue – In Love with a Dream
- Reamonn – Tuesday

## Internationaler Newcomer des Jahres
Anastacia – Not That Kind
- blink-182 – Take Off Your Pants and Jacket
- Craig David – Born to Do It
- Gigi D’Agostino – Tecno Fes
- Macy Gray – On How Life Is

## Website des Jahres national
Guano Apes
- Die Fantastischen Vier
- Helge Schneider
- Marius Müller-Westernhagen
- Pur

## DVD-Produktion des Jahres
Herbert Grönemeyer – Stand der Dinge
- Santana – Supernatural live
- Led Zeppelin – The Song Remains the Same
- Michael Flatley – Feet of Flames
- Michael Flatley – Lord of the Dance

## Musikvideo des Jahres national
Die Ärzte – Manchmal haben Frauen …
- Fünf Sterne deluxe – Die Leude
- Stefan Raab – Wadde hadde dudde da?
- Thomas D – Liebesbrief
- Tocotronic – Freiburg 3.0

## Medienfrau des Jahres
Christiane zu Salm

## Handelspartner des Jahres
HMV aus Oberhausen

## Marketingleistung des Jahres
Virgin Records für Reamonn

## Produzent des Jahres
Alex Christensen

## Comedy Produktion des Jahres
Michael Mittermeier – Back to Life
- Bodo Bach – Ich verabscheu’ mich
- Mundstuhl – Deluxe
- Rüdiger Hoffmann – Ich komme
- Stenkelfeld – Rauhe Zeiten

## Jazz Produktion des Jahres
Hellmut Hattler – No Eats Yes
- Klaus Doldinger – Passport live
- Sonny Rollins – This Is What I Do
- The German Jazz Masters – Old Friends
- Till Brönner – Chattin with Chet

## Klassik-Crossover Act des Jahres
Helmut Lotti – Out of Africa
- André Rieu – Das Jahrtausendfest
- Andrea Bocelli – Verdi
- bond – Born
- Pavarotti & Friends – Pavarotti & Friends

## Volksmusik Act des Jahres
Kastelruther Spatzen – Und ewig wird der Himmel brennen
- Kastelruther Spatzen, Die Klostertaler und Nockalm Quintett – Die großen Drei
- Hansi Hinterseer – Amore Mio
- Jantje Smit – Ein bißchen Liebe
- Die Klostertaler – Alles o.k.

## Schlager Act des Jahres
Wolfgang Petry – Konkret
- Die Flippers – Der Floh in meinem Herzen
- Michelle – Sowas wie Liebe
- Roger Whittaker – Wunderbar geborgen
- Vikinger – Kuschel dich in meine Arme

## Dance Single des Jahres international
Bomfunk MC’s – Freestyler
- Gigi D’Agostino – Bla Bla Bla
- Gigi D’Agostino – La Passion
- Gigi D’Agostino – The Riddle
- Mauro Picotto – Komodo

## Dance Single des Jahres national
ATC – Around the World (La La La La La)
- ATC – My Heart Beats Like a Drum (Dam Dam Dam)
- Brooklyn Bounce – Bass, Beats & Melody
- Darude – Sandstorm
- The Underdog Project – Summer Jam

## Hip Hop Act des Jahres national
Dynamite Deluxe – Deluxe Soundsystem
- D-Flame – Basstard
- Fettes Brot – Fettes Brot für die Welt
- Söhne Mannheims – Zion
- Torch – Blauer Samt

## Hip Hop Act des Jahres international
Eminem – The Marshall Mathers LP
- LL Cool J – G.O.A.T.
- Nelly – Country Grammar
- Puff Daddy – Forever
- Wu-Tang Clan – The W

## Alternative Act des Jahres national
Guano Apes – Don’t Give Me Names
- Hammerfall – Renegade
- Nightwish – Wishmaster
- Soulfly – Primitive
- Such a Surge – Der Surge Effekt

## Alternative Act des Jahres international
Limp Bizkit – Chocolate Starfish and the Hot Dog Flavored Water
- blink-182 – Enema of the State
- Kid Rock – The History of Rock
- Korn – Issues
- Papa Roach – Infest

## Gruppe des Jahres international
Bon Jovi – Crush
- HIM – Razorblade Romance
- Red Hot Chili Peppers – Californication
- The Beatles – 1
- The Corrs – In Blue

## Gruppe des Jahres national
Pur – Mittendrin
- Böhse Onkelz – Ein böses Märchen … aus tausend finsteren Nächten
- Die Toten Hosen – Unsterblich
- Modern Talking – Year of the Dragon
- Reamonn – Tuesday

## Künstler des Jahres international
Santana – Supernatural
- Enrique Iglesias – Enrique
- Mark Knopfler – Sailing to Philadelphia
- Robbie Williams – Sing When You’re Winning
- Tom Jones – Reload

## Künstler des Jahres national
Ayman – Hochexplosiv
- Marius Müller-Westernhagen – So weit … Best of
- Peter Maffay – X
- Sasha – Dedicated to…
- Stefan Raab – Das TV total Album

## Künstlerin des Jahres international
Britney Spears – Oops!… I Did It Again
- Anastacia – Not That Kind
- Madonna – Music
- Melanie C – Northern Star
- Whitney Houston – The Greatest Hits

## Künstlerin des Jahres national
Jeanette – Enjoy!
- Doro – Calling the Wild
- Blümchen – Die Welt gehört dir
- Laura – Ganz nah
- Vicky Leandros – Jetzt

## Erfolgreichster internationaler Song des Jahres
Rednex – The Spirit of the Hawk
- Bon Jovi – It’s My Life
- Britney Spears – Lucky
- Melanie C – I Turn to You
- Santana – Maria Maria

## Erfolgreichster nationaler Song des Jahres
DJ Ötzi – Anton aus Tirol
- Ayman – Mein Stern
- Die 3. Generation – Leb!
- French Affair – My Heart Goes Boom
- Zlatko – Ich vermiss’ dich (wie die Hölle)

## Lebenswerk
Fritz Rau